# Susqueda
Susqueda – gmina w Hiszpanii, w prowincji Girona, w Katalonii, o powierzchni 50,79 km². W 2011 roku gmina liczyła 105 mieszkańców.